# 양우석 (교수)
양우석(梁雨錫, 1957년 ~ )은 대한민국의 홍익대학교  과학기술대학  교수이자 19대 총장이다. 1991년 홍익대학교에 부임하여 산학협력단(세종) 부단장, 교학관리처 처장, 세종캠퍼스 부총장, 대외협력담당부총장 등을 역임하면서 대학의 교육개혁추진 및 학사행정 발전에 핵심적 역할을 수행하여 왔으며 산학협력 활성화에 대한 공로로 교육부장관 표창도 받았다.

## 학력
- 서울대학교 전기공학과
- University of Toledo (공학석사)
- North Carolina State University (공학박사)